# La Chapelle-de-Brain
La Chapelle-de-Brain är en kommun i departementet Ille-et-Vilaine i regionen Bretagne i nordvästra Frankrike. Kommunen ligger i kantonen Redon som tillhör arrondissementet Redon. År 2022 hade La Chapelle-de-Brain 1 107 invånare.

## Befolkningsutveckling
Antalet invånare i kommunen La Chapelle-de-Brain
Referens:INSEE